# Коровино (Курская область)
Коро́вино — деревня в Железногорском районе Курской области России. Входит в состав Городновского сельсовета. 

## География
Расположена в 18 км к востоку от Железногорска в верховье реки Чёрная Смородина, недалеко от границы с Орловской областью. К юго-западу от деревни находится лес Борисов, к востоку — балка Старухин Лог, к северо-западу — урочище Березовецкий Лог. Высота населённого пункта над уровнем моря — 251 м.

## Этимология
Получила название по фамилии первых жителей — Коровиных.

## История
В XVII—XVIII веках деревня входила в состав Речицого стана Кромского уезда. С 1802 года в составе Дмитровского уезда Орловской губернии. По данным 1860 года Коровино принадлежало князю Петру Ивановичу Трубецкому.
В 1866 году в бывшей владельческой деревне Коровино было 24 двора, проживало 192 человека (104 мужского пола и 88 женского), действовали мельница и маслобойня. Население деревни было приписано к приходу Троицкого храма соседнего села Большебоброво. В 1861—1923 годах Коровино входило в состав Большебобровской волости Дмитровского уезда.
Во время Первой русской революции, 8 декабря 1905 года, крестьяне деревни Коровино на 40 подводах приехали в Гремяченскую экономию помещицы Шамшевой самовольно забрать хлеб. По дороге намеревались разбить казённую винную лавку. Крестьяне Гремячего встретили их, лавку разбить не позволили и не допустили в экономию. После этого коровинцы вернулись ни с чем в свою деревню, но по дороге решили хоть чем-то напакостить помещице и перерезали телефонные провода, соединявшие Гремячье с Большебоброво и Копёнками. В ходе Октябрьской революции, в ноябре 1917 года крестьяне деревни Коровино разграбили хутор Сафрошинский, являвшийся частью имения Шамшевых. В марте 1919 года коровинцы участвовали в антисоветском восстании.
В 1926 году в деревне было 53 двора, проживало 319 человек (151 мужского пола и 168 женского), действовал красный уголок. В то время Коровино входило в состав Городновского сельсовета Волковской волости Дмитровского уезда. С 1928 года в составе Михайловского (ныне Железногорского) района. В 1-й половине 1930-х годов вошла в состав Большебобровского сельсовета. В 1937 году в деревне было 62 двора. Во время Великой Отечественной войны, с октября 1941 года по февраль 1943 года, находилась в зоне немецко-фашистской оккупации. С 1986 года в составе восстановленного Городновского сельсовета.

## Население
| 1866 | 1926 | 1979 | 2002 | 2010 |
| ---- | ---- | ---- | ---- | ---- |
| 192  | ↗319 | ↘85  | ↘23  | →23  |

## Исторические фамилии
Бурцевы, Зуевы, Кабановы, Князьковы, Козловы, Коровины, Новиковы, Солодухины, Фроловы, Харитоновы, Чистяковы, Чукаевы и другие.

## Памятники истории
Братская могила советских войнов, погибших от ран в полевом подвижном госпитале феврале 1943 года. Расположена в 500 м западнее села в лесу. Захоронено и установлено фамилий на 112 человек. Скульптура установлена в 1969 году.